# Mundskænk
En mundskænk (eller kredenser af latin, credere, at indgyde tillid) er den, der er ansat til at skænke mad og drikke for en fyrste eller anden person og smage på den inden serveringen, for at sikre at den ikke var forgiftet.
| Job | Spire Denne artikel om et job eller en stillingsbetegnelse er en spire som bør udbygges. Du er velkommen til at hjælpe Wikipedia ved at udvide den. |